# Zombie Highway
Zombie Highway — игра на выживание, разработанная американской студией Auxbrain для iOS и Android. Игра представляет собой однопользовательскую игру, в которой игрок управляет автомобилем и должен попытаться выжить как можно дольше, пока зомби прыгают на борта машины. Было выпущено два продолжения: Zombie Highway 2 и Zombie Highway: Driver’s Ed.

## Игровой процесс
В игре Zombie Highway игрок управляет автомобилем и должен попытаться выжить как можно дольше, пока зомби прыгают на борта машины. Зомби имеют свои собственные полоски здоровья, которые можно исчерпать, стреляя в них. Если на машине окажется достаточно зомби, она опрокинется, и игра закончится. На дороге есть препятствия, которые игрок должен избегать, и при столкновении с ними игра заканчивается.

## Оценки
Zombie Highway была положительно принята критиками получив 76/100 на сайте Metacritic, основываясь на 6 отзывах.